# Bowdelā
Bowdelā (persiska: بودلا, مُشير آباد, عَبد اللَّه) är en ort i Iran.   Den ligger i provinsen Kurdistan, i den nordvästra delen av landet, 300 km väster om huvudstaden Teheran. Bowdelā ligger 1 880 meter över havet och antalet invånare är 184.
Terrängen runt Bowdelā är huvudsakligen platt, men söderut är den kuperad. Terrängen runt Bowdelā sluttar österut. Runt Bowdelā är det ganska tätbefolkat, med 58 invånare per kvadratkilometer. Närmaste större samhälle är Gīlaklū, 17,2 km sydost om Bowdelā. Trakten runt Bowdelā består i huvudsak av gräsmarker.